# Alexander von Zemlinsky
Alexander von Zemlinsky, född 14 oktober 1871 i Wien, död 15 mars 1942 i Larchmont, New York, USA, var en österrikisk tonsättare och dirigent.

## Biografi

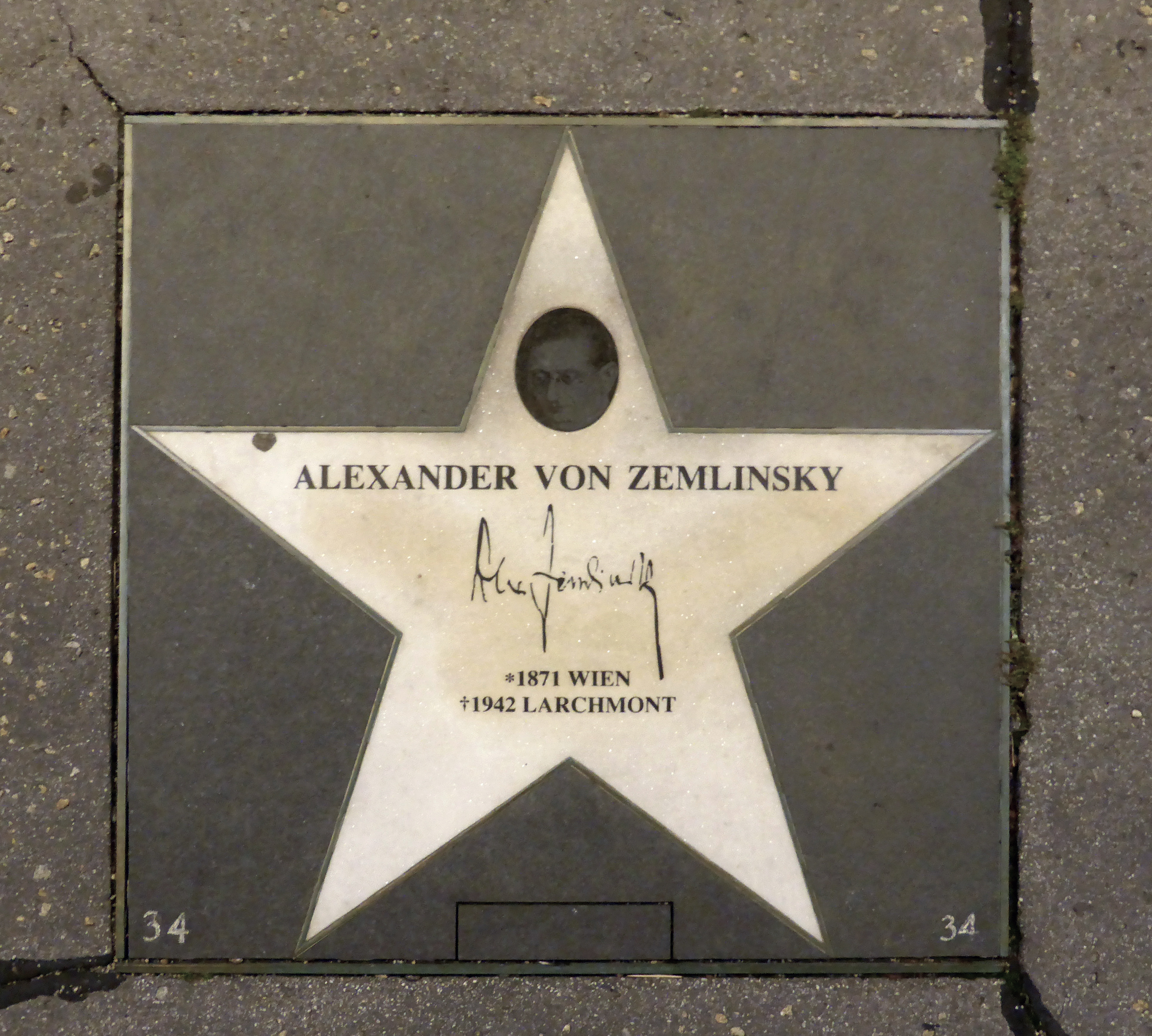
Wiens Walk of Fame

von Zemlinsky var av bosniakisk och ungersk, liksom av sefardisk härkomst. Zemlinsky var kompositionslärare för sin svåger Arnold Schönberg och Erich Wolfgang Korngold. Zemlinsky arbetade som dirigent vid Volksoper i Wien 1906–1908 och vid Hovoperan 1908–1911, vid Tyska landsteatern i Prag 1911–1927, samt vid Krolloperan i Berlin 1927–1932. Zemlinsky, som var jude, emigrerade 1938 till USA, efter Nazitysklands annektering av Österrike. 
Zemlinsky provade ett antal tonspråk omkring sekelskiftet – först wagnerskt, sedan mahlerskt och slutligen expressionistiskt. Hans alster omfattar symfonier, sånger, kör- och kammarverk.
Zemlinsky har även gjort sig känd som operakompositör med operor som:
- Es war einmal (1900, reviderad 1912)
- Der Traumgörge (komponerad 1904–1906, uruppförd 1980)
- Kleider machen Leute (1910, reviderad 1922)
- Eine florentinische Tragödie (1917; efter Oscar Wildes skådespel A Florentine Tragedy)
- Der Zwerg (1922; efter Oscar Wildes novell The Birthday of the Infanta)
- Der Kreidekreis (1933)
- Der König Kandaules (komponerad 1935–1936, uruppförd 1996)